# Delahaye Type 148

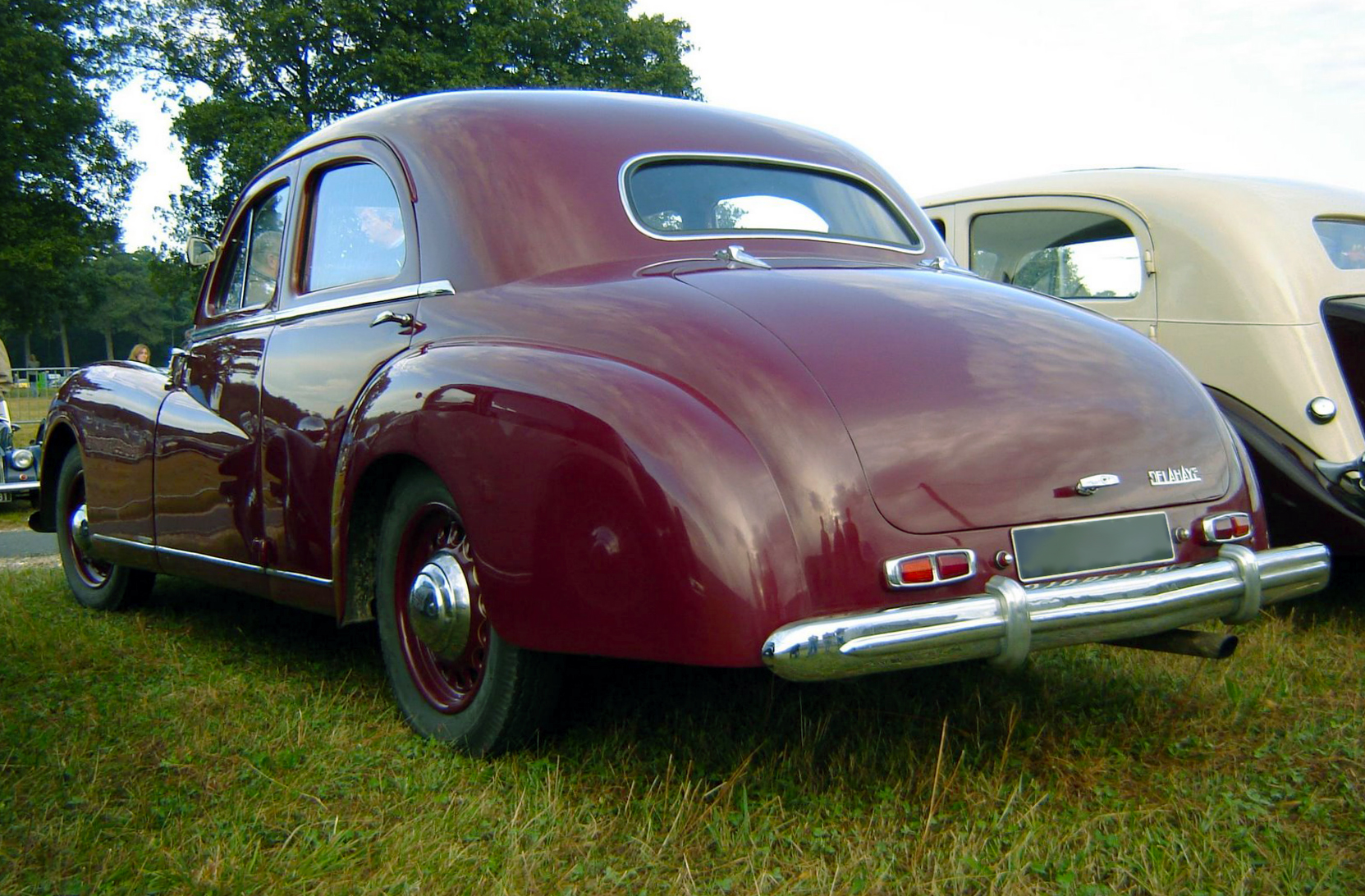
Heckansicht

Der Delahaye Type 148 ist ein Pkw-Modell. Hersteller war Automobiles Delahaye in Frankreich.

## Beschreibung
Die Fahrzeuge wurden zwischen 1936 und 1953 hergestellt. Vorgänger war der Delahaye Type 138. Wegen der Aufgabe der Pkw-Produktion bei Delahaye gab es keinen Nachfolger.
Der Sechszylinder-Ottomotor war in Frankreich mit 20 CV eingestuft. Er hat 84 mm Bohrung, 107 mm Hub, 3558 cm³ Hubraum und 85 bis 90 PS Leistung. Er ist vorn im Fahrgestell eingebaut und treibt über ein teilsynchronisiertes Vierganggetriebe die Hinterachse an.
Die ursprüngliche Ausführung Type 148 gab es ab 1936. Das Fahrgestell war vom Delahaye Type 135 abgeleitet. Der Radstand beträgt 335 cm, ist also sehr lang. Die Spur ist vorn 145 cm und hinten 150 cm breit. Das Fahrgestell wiegt 1050 kg. 125 km/h Höchstgeschwindigkeit sind möglich. Angeboten wurden Limousine, Pullman-Limousine und Cabriolet. Nach einem Jahr entfiel die Limousine. 163 Fahrzeugen entstanden bis zur Einstellung 1939.
Beim Type 148 L steht das L für lèger (leicht). Er stand von 1937 bis 1939 und von 1946 bis 1953 im Sortiment. Der Radstand ist mit 315 cm etwas kürzer. Daher gab es nur Limousinen und Cabriolets. 140 km/h Höchstgeschwindigkeit sind erreichbar. Hiervon entstanden 196 vor und 504 Fahrzeuge nach dem Zweiten Weltkrieg.
Fahrzeuge nach 1945 sind zwischen 480 cm und 510 cm lang. Für 1947 ist ein Leergewicht von etwa 1600 kg bekannt und für 1952 von 1650 kg.
Außerdem sind Coupé und Cabriolimousine bekannt.
Geschlossene Fahrzeuge im guten Zustand wurden für 49.200 Euro, 57.000 Euro, 82.900 Euro und 250.320 Euro versteigert. Ein Cabriolet brachte 147.200 Euro.